# Marcelo Veiga
Marcelo Castelo Veiga, mais conhecido como Marcelo Veiga (São Paulo, 7 de outubro de 1964 — Bragança Paulista, 14 de dezembro de 2020), foi um treinador e futebolista brasileiro que atuou como lateral-esquerdo.

## Carreira

### Como jogador
Iniciou nos campos de várzea da Casa Verde, bairro onde nasceu. Mais conhecido pelo apelido de Ratão, atuou em diversos clubes do bairro, mas principalmente pelo Guarany F. C., do técnico "Manelão" até tornar-se profissional.
Atuou na lateral-esquerda do Ferroviário entre os anos de 1988 e 1989, sendo o autor do gol do título de Campeão Cearense de 1988.
Passou por diversos clubes do país, como Santo André, Santos, Portuguesa, Matonense, Internacional, Goiás, Atlético Goianiense, Itumbiara, Fortaleza, Bahia e Joinville.

### Como técnico
Iniciou a carreira de treinador em 1999, no Lemense, da cidade paulista de Leme. Passou ainda por Guaçuano, Itumbiara, Matonense, Taquaritinga e Ferroviário-CE, antes de chegar ao Bragantino, clube com o qual se identifica bastante, pois chegou às semifinais da Série A2 do Paulistão de 2005, conseguindo o acesso para a Série A1 do ano seguinte, foi vice-campeão da Copa FPF de 2006, e conquistou a Série C do Campeonato Brasileiro de 2007.
Depois, o treinador dirigiu Portuguesa e Francana.
No seu retorno ao Bragantino, surpreendeu ao levar o clube às semifinais do Paulistão de 2007, sendo eliminado pelo Santos por dois empates em 0–0, que depois viria a ser o campeão da competição. No mesmo ano, Marcelo Veiga teve rápidas passagens por Paulista e América de Natal, voltando ao Bragantino, onde esteve no comando de 2007 a 2012. Veiga comandou o Bragantino por 390 partidas.
Em seguida dirigiu o Botafogo-SP e, durante o ano de 2013, o São Caetano, de onde foi demitido devido aos péssimos resultados, ainda no mesmo ano.
Retornou novamente ao Bragantino em maio de 2014.
Em 2015 retorna ao Botafogo-SP conquistando o título do Campeonato Brasileiro de Futebol - Série D, além de ter garantido o acesso do clube paulista à série C do ano subsequente. No ano seguinte, em 2016, deixa o Botafogo-SP durante o Campeonato Paulista.
No dia 26 julho de 2019 foi anunciado como novo treinador do Ferroviário-CE, assumindo assim o clube em sua segunda passagem. Pouco menos de dois meses depois, no dia 18 de setembro, rescindiu de forma amigável com o Ferrão.
Em Novembro de 2019, foi chamado pelos novos dirigentes do São Bernardo que já haviam trabalhado com o treinador no Guarani para um projeto ousado e que poderia ser duradouro. Assumiu o clube no fim daquele ano e teve carta branca pra montar um elenco do jeito que gostaria, trazendo vários jogadores com quem trabalhou nos clubes que treinou. Pela Série A2, o Tigre fez uma ótima campanha na primeira fase e terminou líder do campeonato. No mata-mata, eliminou Juventus nos pênaltis e no jogo do acesso, acabou caindo para o São Bento de Sorocaba. Um mês depois, iniciou a busca pelo bicampeonato do Bernô na Copa Paulista. Participou da 1ª rodada, treinando a equipe na estreia contra o Juventus na Rua Javari no empate de 1–1. Depois disso, apresentou sintomas da COVID-19 e ao ser testado positivo, foi afastado do cargo até sua recuperação. O auxiliar técnico Sérgio Ricardo assumiu o comando técnico interinamente. Porém, com o falecimento do saudoso treinador no dia 14 de Dezembro, o seu auxiliar deverá continuar no cargo pelo menos até o fim da competição estadual. Acabou tendo sua trajetória interrompida, uma vez que o projeto do clube do ABC Paulista era que o técnico ficasse no cargo por mais tempo com o objetivo de levar o Tigre de volta a disputa do Campeonato Brasileiro e conseguir alcançar o acesso à Série C.

## Morte
Internado desde 22 de novembro de 2020, quando sentiu os sintomas da COVID-19, morreu em 14 de dezembro de 2020 na Santa Casa de Bragança Paulista.
Com a conquista da Série A2 em 2021, os jogadores do São Bernardo dedicaram o título ao ex-técnico.

## Estatísticas
Atualizadas até 16 de agosto de 2013.
| Clube        | Jogos | Vitórias | Empates | Derrotas |
| ------------ | ----- | -------- | ------- | -------- |
| Bragantino   | 494   | 191      | 125     | 178      |
| Botafogo-SP  | 20    | 9        | 4       | 7        |
| Guarani      | 16    | 8        | 3       | 5        |
| São Caetano  | 15    | 4        | 4       | 7        |
| Remo         | 13    | 3        | 5       | 5        |
| São Bernardo | 20    | 9        | 7       | 4        |

## Títulos

### Como jogador
Ferroviário-CE
- Campeonato Cearense: 1988

Internacional
- Campeonato Gaúcho: 1992
- Copa do Brasil: 1992

### Bragantino
- Campeonato Brasileiro de Futebol - Série C: 2007

### Botafogo-SP
- Campeonato Brasileiro de Futebol - Série D: 2015

## Campanhas de destaque

### Como técnico
Bragantino
- Campeonato Paulista de Futebol de 2005 - Série A2 (semifinais / acesso)
- Copa Paulista de Futebol: 2006 (vice-campeão)

São Bernardo
- Campeonato Paulista de Futebol de 2020 - Série A2 (semifinais)
- Copa Paulista de Futebol: 2020 (semifinais)